# 韩信
韓信（？—前196年），西汉开国功臣，与张良，萧何并称为汉初三杰；又与彭越、英布并称为汉初三大名将。被后人称为“兵仙”，同时蕭何称其為「國士無雙」、蒯徹称其為「功高無二，略不世出」。漢朝至東晉期間許多人將韓信與戰國末年秦國名將白起合稱「韓白」。
韩信平民出身，家庭贫困，早年寄人篱下，曾受过“胯下之辱”。在秦朝末年农民起义爆发后，韩信先投靠项梁叔侄，后来又投靠刘邦，但都没有得到重用。直到刘邦入汉中时，韩信逃走，被萧何连夜追回并引荐给刘邦，刘邦才拜他为大将，与项羽争夺天下。在汉元年（前206年），韩信领兵平定了三秦地区。在楚汉之战中，韩信展现了杰出的军事才能，横扫了魏、赵、代、燕、齐等诸国，并多次支援刘邦。他在蒲坂之战中声东击西，拿下了魏国的都城安邑；在井陉之战中背水一战，大破了赵军；在潍水之战中水淹齐楚联军，斩杀了楚将龙且；在垓下之战中摆下十面埋伏，并采取攻心之计，用四面楚歌瓦解了楚军士气。在高帝五年（前202年），楚霸王项羽走投无路，最终自刎于乌江。因其功劳卓著，韩信被封为楚王。但在高祖六年（前201年）开始剪除异姓王的时候，韩信被贬为淮阴侯。由于与高祖论将兵时再次引起了刘邦的不满，韩信又一次遭到了贬斥。最终，在汉高祖十一年（前196年），因被人告发参与陈豨谋反，韩信被吕后与萧何合谋杀死于长乐宫，并连同家人被诛三族。
韓信是謀略家、戰術家、統帥和謀戰派軍事理論家，在中国历史上以卓绝用兵才能著称，留下許多著名戰例和策略。后世何去非评价为『言兵莫过孙武，用兵莫过韩信』。韓信为西汉的開國立下汗马功劳，“王侯將相”一人全任，惟功高震主引起猜忌。刘邦战胜主要对手项羽后，開始消滅異姓王，於是藉故貶韩信為淮阴侯；最後被呂及萧何骗入宫内，以謀反之名處死于长乐宫鐘室，並且被夷三族。

## 生平

### 淮阴布衣
秦末，韓信是平民，既當不了官，也無法經商過活，經常寄食於他人，為眾人所厭惡。韩信的母亲死后，穷得无钱来办丧事，然而他却寻找又高又宽敞的坟地，要让那坟地四周可安顿得下一万家。韩信常前往南昌亭长家裡吃闲饭，接连数月，亭长妻嫌恶他，一早把饭煮好，在床上就吃掉了。开饭时，韩信去了，却不给他准备饭食。韩信也明白他们的用意，一怒之下，最终离去不再回来。韩信在淮阴城城下钓鱼，有幾位大娘漂洗涤丝棉，其中一位大娘看见韩信饿了，就拿出饭给韩信吃。幾十天都如此，直到漂洗完毕。韩信对大娘感激说：“我一定重重地报答老人家。”大娘生气地说：“大丈夫不能养活自己，我是可怜你这位公子才给你饭吃，难道是希望你报答吗？”
韩信因背著一把劍卻不出鞘，經常遭到旁人鄙視侮辱，淮阴城屠宰場中一些少年無賴不斷的譏諷他。有天在大街上，無賴在眾人面前譏嘲韓信：“你雖然人高馬大，喜歡帶刀劍，以你的心理看來，不過只是個膽小鬼而已。若不怕死就拔劍刺我，怕死的話，就從我胯下爬過去！”韓信不但沒有動怒，看了他幾眼之後，還真的爬過那無賴的胯下，眾人見狀皆恥笑韓信，認為韓信真的怯懦無膽。
後來韓信加入項梁的起义軍。前208年項梁戰死，韓信便隨餘部歸屬於項羽，任持戟郎中。曾經數次向其獻策，但項羽沒有采纳。韓信認為在項羽軍內沒有前途，於是在前206年2月，漢王劉邦進入漢中郡、武都郡、巴郡与蜀郡時，韓信離開楚營，投奔漢王劉邦。然而仅担任管理仓库的小官，後因為涉嫌犯軍法被判斬首之刑。與另外一批人犯一起行刑，已有十三人被斬首，韓信正當要被斬時，抬頭看見夏侯嬰，便喊：“大王不是想要取得天下的嗎？為何要斬壯士呢？”夏侯嬰認為他言論很特別，又覺得他的容貌很雄壯，於是釋放韓信，與韓信聊了一下後，非常喜歡韓信，又向劉邦推薦韓信。劉邦昇任韓信為治粟都尉之餘，並不認為韓信有甚麼傑出之處。

### 登坛拜將

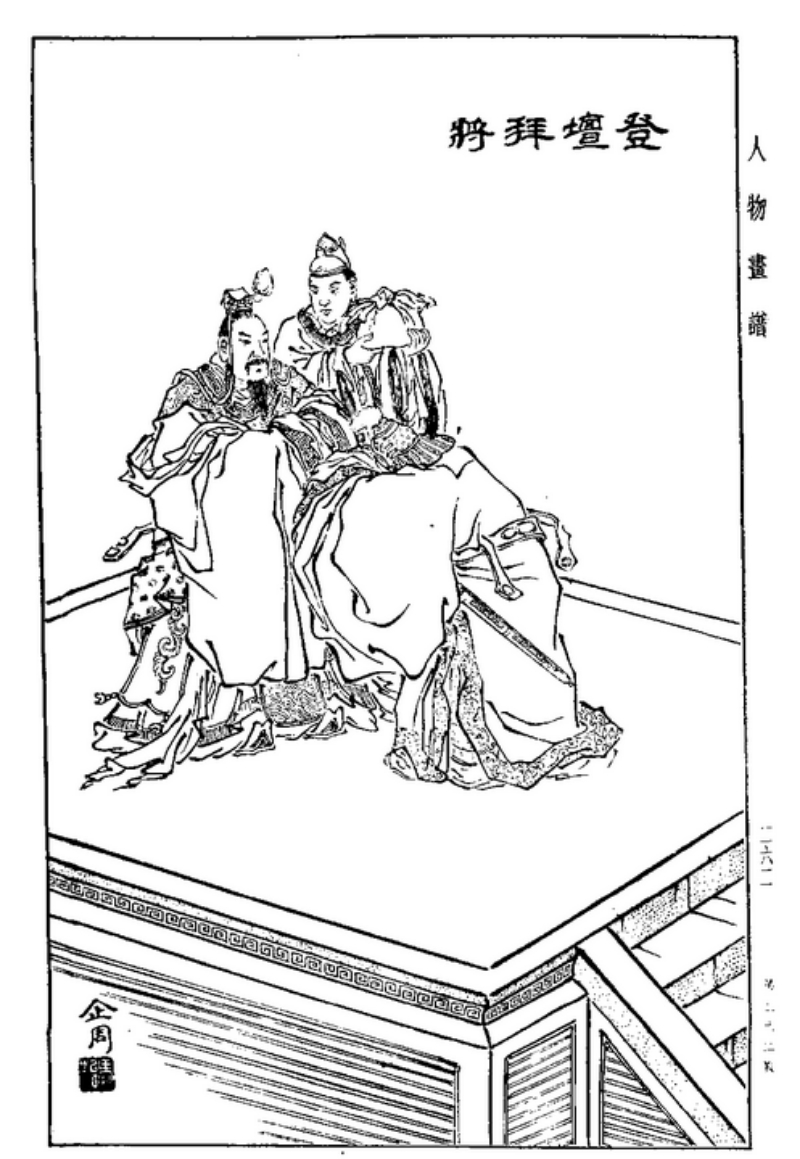
韓信登壇拜將

韓信與蕭何談話數次，蕭何對他印象深刻。在南鄭過了一段時間，韓信暗思蕭何已向劉邦推薦自己，然而始終沒有音訊，有感懷才不遇之際，離開漢營，準備自行離開南鄭，另投明主。蕭何聞訊，認為韓信如此將才不能輕易失去，於是不及通知劉邦便策馬於月下追韓信，終於勸得韓信留下。
起初，劉邦聽說蕭何出奔，十分驚恐，宛如失去左右手；後來聽說他是為了追韓信，於是問他：“這麼多人逃回東方，你都不追，為何卻追韓信？”蕭何再薦韓信：“那些逃走的將軍們是隨手可得的，至於韓信這樣的英才，天底下絕對找不到第二個！大王假如只想作個汉中王，当然用不上他；但若是要争夺天下，商量大計的最佳人選非韩信莫屬。只看大王如何打算罢了。”刘邦说：“我也打算回东方去呀，哪里能够老闷在这？”萧何回道：“大王如果决计打回东方去，那麼就請重用韩信，讓他留在漢營；假如不予以重任，必使得他再度出走。”刘邦说：“看在你的面子上，派他做个将军吧。”萧何说：“即使让韓信做将军，他也一定不肯留下来的。”刘邦说：“那么，让他做大将。”萧何说：“太好了。”当下刘邦就想叫韩信来拜将。萧何说：“大王一向傲慢无礼，如果任命一位大将，是以呼唤小孩子的方式，那麼韩信离去的原因必是如此。大王如果诚心拜他做大将軍，就该拣个好日子，自己事先斋戒，搭起一座高坛，按照任命大将的仪式办理，那才行啊！”刘邦答应了。汉军军官们听说了，个个暗自高兴，人人都以为自己会被任命为大将，等到举行仪式的时候，才知道是韩信，全军上下都大吃一惊。
韩信於拜将壇拜将后，刘邦问韩信有何良策。韩信问：“與您一起向東面争奪天下的不是項王吗？那大王自度一下，论用兵的英勇、强悍、仁德、精良，與项王比，谁強谁弱？ ”刘邦沉默良久，坦白自己不如项羽。韩信再拜，赞同地说：“就连我也觉得大王不如项王。可是我曾经侍奉过项王，请让我谈谈项王的为人。项王一声怒喝，千人会吓得胆顫腿软，可是他不能放手任用贤将，這只算匹夫之勇。项王待人恭敬慈爱，语言温和，見人有疾病，同情落泪，把自己的饮食分给他们。可是等到部下有功，应当封爵时，他把玩官印，玩到印章稜角都磨光滑了，也舍不得给人家，这是妇人之仁。项王虽然独霸天下而使诸侯称臣，可是却不居关中而定都彭城；又违背义帝的约定，把自己的亲信和偏爱的人封为王，诸侯对此忿忿不平。诸侯见项王驱逐义帝于江南，也都回去驱逐他们原本的君主而自己到好地方稱王了。凡是项羽军队经过的地方，无不遭蹂躏残害，所以天下人怨恨他，百姓不親近依附他，只是在他的淫威下勉强屈服。名义上虽为天下的领袖，实质上已失去民心，所以他的强大会很快变弱的。如此大王若能反其道而行，任用天下英武勇猛之人，何愁敌人不能诛灭？把天下的土地分封给功臣，何愁他们不臣服？率领一心想打回山東老家去的士兵，何愁敌人不被打散！况且三秦的封王章邯、董翳、司马欣本为秦将，率领秦国子弟出征已有数年，战死和失蹤的人不计其数，又欺骗他们的部下和将领投降了项羽；至新安，项羽用诈欺的手段，坑杀秦降卒二十余万人，唯独章邯、董翳、司马欣沒被殺死，秦國的父老对这三人恨之入骨。正在这时项羽以威勢，强封这三人为王，秦国百姓都不拥戴他们。您入武关时，秋毫不犯，废除秦苛酷刑法，与秦民约法三章，秦国百姓无不想拥戴你在关中为王。根据当初義帝與诸侯的约定，大王理当在关中称王，关中的百姓都知晓這件事。可大王失掉关中王一職而改封汉中王，秦地百姓无不怨恨项王。如今大王起兵向东，三秦只要号令一声即可收服。”刘邦听后大喜，認为太晚任用韩信了。於是对韩信言听计从，部署诸将，計畫攻击的地方。

### 暗渡陳倉
前206年6月，即项羽分封诸侯的四個月後，齐国发生内乱，项羽亲率楚军北上镇压。
前206年8月，雍軍重點防禦渭水流域各蜀道，即子午谷、儻駱道、褒斜道出口。劉邦正想還定三秦，一漢中本地人趙衍告知還有一不為人知的蜀道，就是故道（陳倉道）。
於是韓信部署諸將突襲三秦。曹參、樊噲攻佔下辨，出陳倉道襲取陳倉，緊逼雍城。章邯急調輕車騎往救，被樊噲軍擊敗。漢軍攻佔雍城之後，兵分二路，曹參樊噲在北方野戰擊敗章平後圍攻好畤，韓信主力則進攻廢丘方向。漢主力在壤鄉以東、高櫟遭遇三秦軍主力時，韓信命令曹參軍南下襲擊三秦軍側背，漢軍前後夾擊，大敗三秦軍，取得主力會戰勝利。曹參軍、周勃軍隨後再敗三秦軍，三秦野戰軍最終覆沒，漢軍遂開始攻拔各城，三秦地區從此皆為漢土。
「明修棧道」實際上出自元曲，正史沒有記載。

### 大敗诸侯
關中雖尚未平定，但大勢已定，漢王劉邦遂親率大軍兵出函谷關，駐兵於陝縣（在今河南三門峽市西），安撫關東百姓。就在此時，韓司徒張良、常山王張耳，以及河南王申陽先後來投，漢王勢力大增。
有了張良居中運籌帷幄，漢王自覺沒有韓信也沒關係，於是在十一月份返回關中，收回了韓信的兵權，重新調兵部將：他親自率漢軍主力及歸降諸侯軍，東伐西楚，蕭何與韓信一文一武則繼續留守關中，蕭何負責整治郡縣恢復生產及徵發秦民建立新軍，韓信負責訓練新軍及平滅秦王殘兵。
自己则联合其他十八诸侯，趁项羽还在齐国时，于前205年领联军五十六万人攻占项羽首都彭城。项羽领兵三万回师彭城，结果刘邦不能敌，在彭城之战惨败，刘邦退至荥阳。萧何即动员关中老弱和未傅者，与汉王会荥阳。韩信收拢兵卒与刘邦会合。之后，劉邦命灌婴重组建秦旧骑兵李必、駱甲為副將，刘邦便拜灌婴为中大夫，令李必、骆甲为左右校尉辅佐灌婴，一起率领骑兵迎击楚骑兵于荥阳东方，结果擊敗項羽的楚軍。
魏王魏豹附楚反漢，劉邦委任韩信为左丞相，領兵攻魏。曹參为步将，灌婴为骑将，属韩信，共击魏豹。魏王豹率领主力部队驻守蒲坂，封堵黄河渡口临晋关。韩信增设疑兵，陈列战船，假装欲渡临晋，实际却领兵以木罂缶从夏阳渡河，偷袭魏國都城安邑。魏王豹惊慌失措，率领军队迎击韩信，韩信遂平定魏地，擒魏豹，押解至荥阳，刘邦于是在魏地设置河东郡。此战过后曹参被赐食邑平阳。
隨後，韓信等又率軍擊敗代國，禽夏说阏与；在井陘背水一戰，以三萬士卒擊敗二十萬趙軍。韓信又聽從廣武君李左車建議，派人出使燕國，成功遊說燕王歸附漢王，详见下文“并吞北方”。

### 併吞北方
汉二年（前205年）九月，韩信等俘获了魏王豹，平定魏地。汉二年闰九月，韩信、张耳的军队击败代国军队，在阏与活捉了夏说。在韩信拔魏、代后，刘邦派人将韩信的精锐兵力带到荥阳，与楚军对抗。
汉三年（前204年）冬十月，韩信派使向汉王请兵三万人，愿意北灭燕、赵，东击齐，南绝楚粮道，刘邦准许并拨给韩信士卒。赵王歇、成安君陈余听闻汉军即将攻打赵国，在井陉口聚集兵力，号称二十万大军。广武君李左车向成安君献策，认为汉军虽锋芒不可阻挡，但千里行军、又遇到井陉口狭窄，粮草势必与军队脱节。希望陈余调拨三万奇兵给自己，通过隐蔽小路拦截汉军的粮草辎重，而赵王则应深挖战壕，高筑营垒，坚守阵地，不与汉军交战。陈余信奉儒家学说，不愿采用欺诈诡计，又认为自己兵力十倍于对方，回避不出击使诸侯轻视，所以没有采纳李左车的计策。
韩信命人暗中窥探，得知成安君并没有采用广武君的计策，遂带领兵马进入井陉口，距出口三十里停下扎营。半夜，韩信挑选出两千名轻装骑兵，每人拿一面红旗，经由隐蔽小道来到山上，并传令：“两军交战时，赵军看见我军败逃，一定会倾巢出动追赶，你们立即冲进赵军的营垒之中，将赵军的旗帜拔掉，竖起汉军的红旗。”韩信又对手下军官说：“如今赵军已经先在有利的地势上筑造营垒，他们没有看到我们大将的旗帜、仪仗，就不会攻打我军的先遣部队，因为他们担心我们到了险要的地方就退回去。”
韩信派士兵出井陉口，背靠河水列阵，赵军见此大笑不止。清晨，韩信架起大将旗帜，敲起战鼓开出井陉口。赵军终于打开营垒攻打汉军，两军激战，韩信、张耳假装抛旗弃鼓，逃回河边的阵营。赵军果真倾巢出动，争相抢夺汉军的旗鼓，追逐大将。韩信事先派出去的两千名轻骑兵，见到赵军倾巢出动，便立即冲进赵军空虚的营垒中，将赵军的旗帜换成汉军红旗。赵军无法战胜背水一战的军队，想要退回自己的营垒，却发现营垒上已经插满汉军红旗，十分震惊，以为赵军的将领已经全都被汉军俘获了，于是军队陷入混乱，士兵们纷纷逃散，即使赵将诛杀逃兵，也不能制止士兵逃走。于是汉兵前后夹击，一举彻底摧垮赵军，俘虏了赵军的大批人马，在泜水边斩杀陈余、活捉赵王歇。
大胜后，韩信传令军中不要杀害李左车，活捉李左车后以师礼相待。李左车献计，汉军远途而来，不宜再战，应镇赵抚孤、按兵修养，同时乘胜势说降燕国。韩信听从了广武君的计策，派使者出使燕国，燕国听到消息后果然投降。韩信又派使者前去报告汉王刘邦，并请求汉王立张耳为赵王，以便镇抚赵国。汉王答应了韩信的请求，封张耳为赵王。楚国多次派出奇兵渡过黄河攻打赵国。赵王张耳、韩信经常往来救援赵国，并趁着行军之便，将所经过的赵国城邑全部占领，接着发兵支持汉王。
汉三年（前204年）十二月，随何已经说服英布附汉，英布就起兵攻楚，楚派项声、龙且进攻英布，英布接战失利。英布与随何抄小道向汉王求援，汉王分兵为助，一起收兵到成皋。楚军又急围成皋。六月，刘邦与夏侯婴从成皋逃出，向东渡过黄河，来到张耳军队在修武的营地。第二天清晨，他自称是汉王的使者，进入赵军营垒。张耳、韩信还没有起床，汉王来到他们的卧室，抢夺了他们的印信和兵符，召集诸将并调整了他们的职务。等张耳、韩信起床后才得知刘邦来过，不禁大惊失色。汉王夺了两人的军队，命令张耳备守赵地，任命韩信为相国，让韓信收聚没有调到荥阳的赵兵攻打齐国。

### 受封齊王

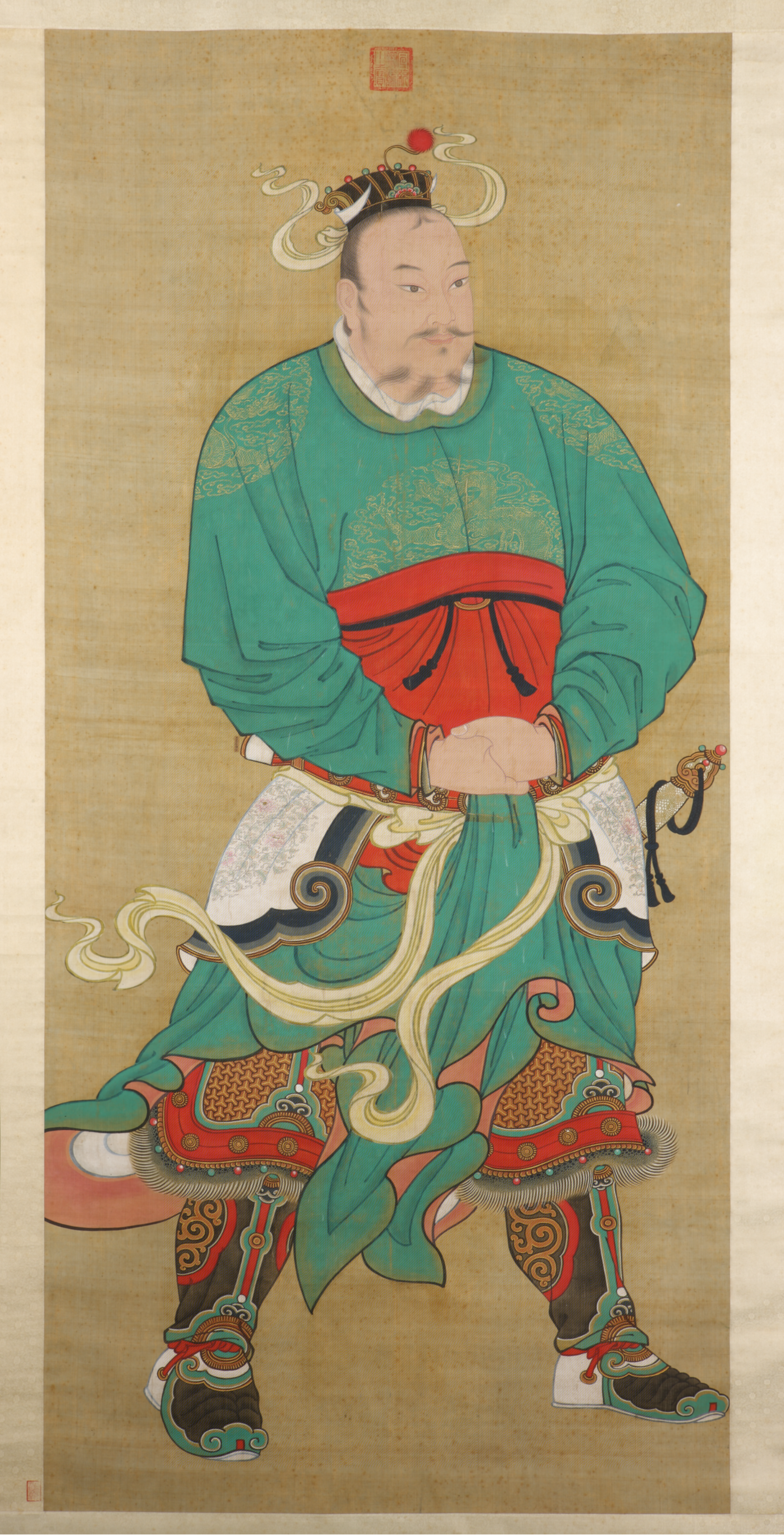
明人繪韩信像轴

前204年，劉邦派酈食其遊說齊國結盟，齊王田廣答應，留下酈食其加以款待。此前韓信已奉劉邦命攻齊，在得知酈食其成功說服齊國以後，原本打算退軍，但蒯徹以劉邦並未發詔退軍為由，說服韓信必須遵守劉邦的命令發兵攻齊，將齊國的軍事力量徹底消滅掉，韓信聽從，攻擊未作防備的齊國。田廣得知消息後極為憤怒，烹殺酈食其。韓信與灌嬰、曹參擊敗齊軍，田廣引兵向東撤退，並向項羽求援。韓信與陈武、蔡寅、丁复、王周及陈涓等聯軍擊敗田廣和楚將龍且的聯軍，龍且戰死，韓信陸續攻占齊地。
前203年，韓信以齊地民心未穩為由，自請為假齊王（代理齊王），以便治理。當時劉邦正與楚軍相持不下，聞言破口大罵：“我困在這，早晚等著你來救援我，你卻想自立為王！”，這時張良和陳平踩劉邦的腳，在耳邊說，目前我方軍機不利，亦無法阻止韓信自立為王，何不乾脆同意。刘邦立刻醒悟，又改罵曰：“大丈夫能夠平定诸侯，要當就是當真正的王，當甚麼假齊王？”於是直接封韓信為齊王。
項羽自知形勢不妙，派武涉遊說韓信叛漢，韓信以劉邦對他有恩為由拒絕。蒯徹認為劉邦日後必對韓信不利，多次聳恿韓信把握時機，脫離漢王自立，形成鼎足之勢。而韓信自認為勞苦功高，“漢終不奪我齊”；蒯徹則勸說，“勇武謀略使君王感到威脅的，生命就危險了。立下蓋世功勞的，反而會得不到應有的獎賞。”但韓信始終抱定“漢終不負我”的想法而不忍叛漢。

### 助漢滅楚
前203年，刘邦与项羽议和，停战，以鸿沟为界。不久刘邦听从陈平之计毁约，出兵追击东归的项羽，但韩信及彭越没有派兵助战，劉邦奪取陽夏後固陵擊破锺离昧，在陳下之戰再次打敗項羽，  陈县归于汉军。项羽楚军主力受到重创后欲撤往会稽，刘贾、周殷、英布攻下城父堵截项羽，项羽逃到垓下，刘邦与刘贾、周殷、英布会合。 五年，刘邦与彭越、韩信、九江兵等等共击项羽，与项羽生死决战，然后韩信率三十万前军击项羽，刘邦在后，孔、费二将军分居左右军，绛侯、柴将军在刘邦后。韩信率领前军先与项羽正面对战，战不利，阵型后退，然后坐镇中军的刘邦派左右两军冲击楚军阵型，楚军溃退，韩信趁机追击，以及彭越、英布、刘贾、周殷等诸侯从各处围攻楚军，楚军在三面夹击中被击败， 项羽大败于垓下，灌婴一路追击项羽到东城斩首八万，后项羽突围跑路到乌江，自觉无颜见江东父老，不肯渡江，遂自刎而亡。

### 鳥盡弓藏

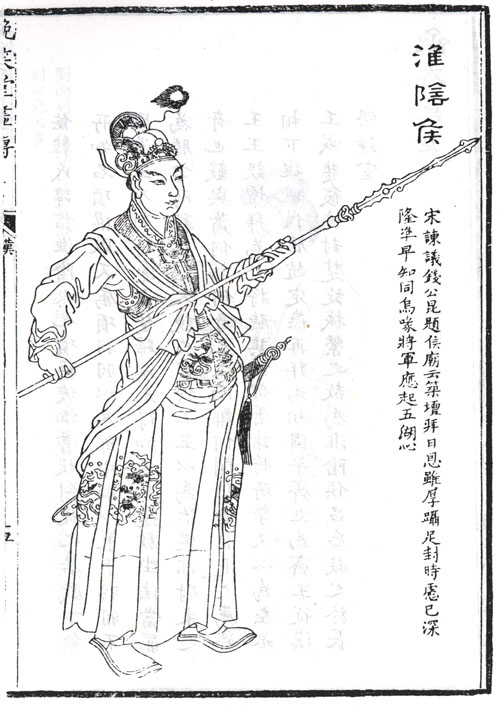
韩信畫像，刊於1921年出版的《晩笑堂竹荘畫傳》

项羽死后，刘邦趁機奪取韓信兵權，並改封韓信為楚王以便就近控制，移都下邳。
劉邦欲捉拿鍾離昧，但鍾離昧素與韓信交好，於是鍾離昧逃到楚國。劉邦得知鍾離昧逃到楚國後。不久就有人上書告發楚王韓信謀反。劉邦向諸將徵詢對此事的意見。諸將都說：“趕緊發兵，活埋這個忘恩負義的小子！”高祖自知這些並不是好主意，就沒有吭聲。
這時，張良已經藉口有病而功成身退了，只有陳平依然是劉邦身邊最重要的謀士。劉邦便向陳平請教，陳平一開始不肯出主意，直到劉邦再三追問，並說：“我打算派兵前去討伐他，你看怎麼樣？”陳平沉著地反問道：“這次有人上書告發韓信造反的這件事，還有人知道嗎？”劉邦說：“沒人知道。”“那韓信自己知道嗎？ ”“也不知道。”陳平低頭沉思了一會兒，又問：“陛下的軍隊比韓信的軍隊厲害嗎？”劉邦回答：“不見得。”陳平又問：“陛下手下的戰將中，有誰在戰場上能敵過韓信？”劉邦回答：“沒有人能敵得過他。”陳平說：“軍隊實力不如韓信，將領又不是韓信的對手，現在您反而要出兵去打韓信；一旦引起戰爭的話。勝負就難以預料了。這樣做我真是很為陛下擔心啊！”劉邦一聽，十分著急，連忙問有沒有什麼穩妥的辦法。陳平說：“古時，天子常常在全國各地巡行，會見各地的諸侯。南方有一個地方叫雲夢大澤。陛下裝作出遊雲夢澤，要在陳州會見各路諸侯。陳州在楚地西界，韓信聽到天子出遊，又到了他的地盤上，他當然會來謁見。當他謁見陛下的時候，您便可以把他抓起來。這樣就不用派兵，只需一個武士就足夠了。”劉邦依計行事；韓信果然郊迎在路中央。劉邦便讓埋伏下來的武士將韓信捆得結結實實，投入囚車中。後來劉邦把韓信貶為淮陰侯，留居京城，不讓他到外地任職，韓信也就不能再有所作為了。
有一段野史稱，劉邦一開始是已經御駕親征，韓信因為生病，出征路上只能躺在轒轀車中，张良追了出去，告訴劉邦，如果英布與韓信聯合造反，劉邦可能要死在戰場上了，劉邦才打消念頭。
韩信被贬为淮阴侯之后，深知高祖刘邦畏惧他的才能，从此常常装病不参加朝见或跟随出行。他在家中闷闷不乐，对于和绛侯周勃、颍阳侯灌婴等处在同等地位感到羞耻。有一次韩信去拜访樊哙，樊哙行跪拜礼恭迎恭送，并说：“大王竟肯光临臣下家门，真是臣下的光耀。”韩信出门后，笑道：“我这辈子居然同樊哙等同列！”
韩信在被刘邦软禁期间，最多的时间便是与张良整理很多的兵家书籍，总共整理出来一百八十二家，并著有《韩信》兵法三篇 。而刘邦也常來陪韩信聊天，有次谈论各位将军才能的高下。刘邦问韩信：“像朕的才能可以统率多少兵马？”韩信说：“陛下不过能统率十万。”刘邦说：“你怎么样？”韩信回答说：“臣是越多越好。”刘邦笑着说：“你越多越好，为什么还被朕辖制？”韩信说：“陛下不善于统领士卒而善于领导将领，这就是臣被陛下辖制的原因。况且陛下是上天赐予的，不是人力能做到的。”
漢高祖十年，陳豨起兵造反，劉邦率兵前去平亂。呂后與蕭何密謀，偽報陳豨已死，在韓信前來祝賀時趁機擒獲，並指控有人密告他與陳豨共謀，隨後在長樂宮以五刑處死韓信（先文面，割鼻，砍断左右趾，再用荆条抽打致死，枭首示众，最后大庭广众之下将尸体剁成肉酱），並株連三族。這已是劉邦依陳平之計捉韓信之後的第二次計擒韓信。韓信自感未曾負君卻落此下場，嘆曰：“當初不曾聽蒯徹之言，今日才會被人算計。”後世人稱“生死一知己（蕭何），存亡二婦人（漂母、呂后）”、「成也蕭何，敗也蕭何」。
劉邦平定陳豨，班師回朝，得知韓信已死，既慶幸消除威脅，也為韓信的死感到惋惜。劉邦問韓信死前說了甚麼，呂后回答，韓信後悔當初不聽蒯徹之言。於是劉邦下令逮捕蒯徹。蒯徹承認自己曾教韓信反叛劉邦，但辯稱「秦末群雄並起，有能者就可得天下，當時自己追隨韓信，自然就會為他出謀獻策，勸他自立，不會為劉邦設想；而且群雄中如劉邦般爭天下者甚眾，豈能盡殺」。劉邦感其言之有理，遂赦免之。

### 易子存孤
萧何月下追韩信，说服刘邦拜韩信为大将军，流芳千古。但吕后为灭韩信，订下计谋，并让萧何去请韩信入宫。萧何明知有诈，一不敢违背吕后之意，二又怕因自己再加深吕后与淮阴侯的猜忌，就将韩信请入宫来。吕后见韩信入朝，便令人把韩信害死。萧何与韩信关系甚密，且韩信是受冤而死的，在“夷三族”大祸之际，萧何用自己的亲生儿子替换韩信的儿子，保存了韩信的后裔。韩信的一部分子孙为纪念萧何的恩德改为何姓（蕲春《何氏家谱》，可信度较低）。

## 著作
韓信曾經編寫軍中法律，與張良一同整理三十五個軍事家的兵法，並且自己還寫了三篇兵書，名為《韓信》。

## 人物特徵

### 外形
韓信身材高大。（《史记·卷九十二·淮阴侯列传第三十二》）
。
- 喜歡負劍而行。（《史记·卷九十二·淮阴侯列传第三十二》）[48]。
- 韓信便隨餘部歸順項羽，任持戟郎中。（《史记·卷九十二·淮阴侯列传第三十二》）[49]。

### 自評
- 涉嫌犯軍法被判斬首之刑，行刑時，自稱為「壯士」。行刑時，已有十三人被斬，韓信臨刑，見到夏侯嬰便說：「君王不是想要取得天下的嗎？為何要斬我這種壯士呢？」（《史记·卷九十二·淮阴侯列传第三十二》）[50]

## 評價

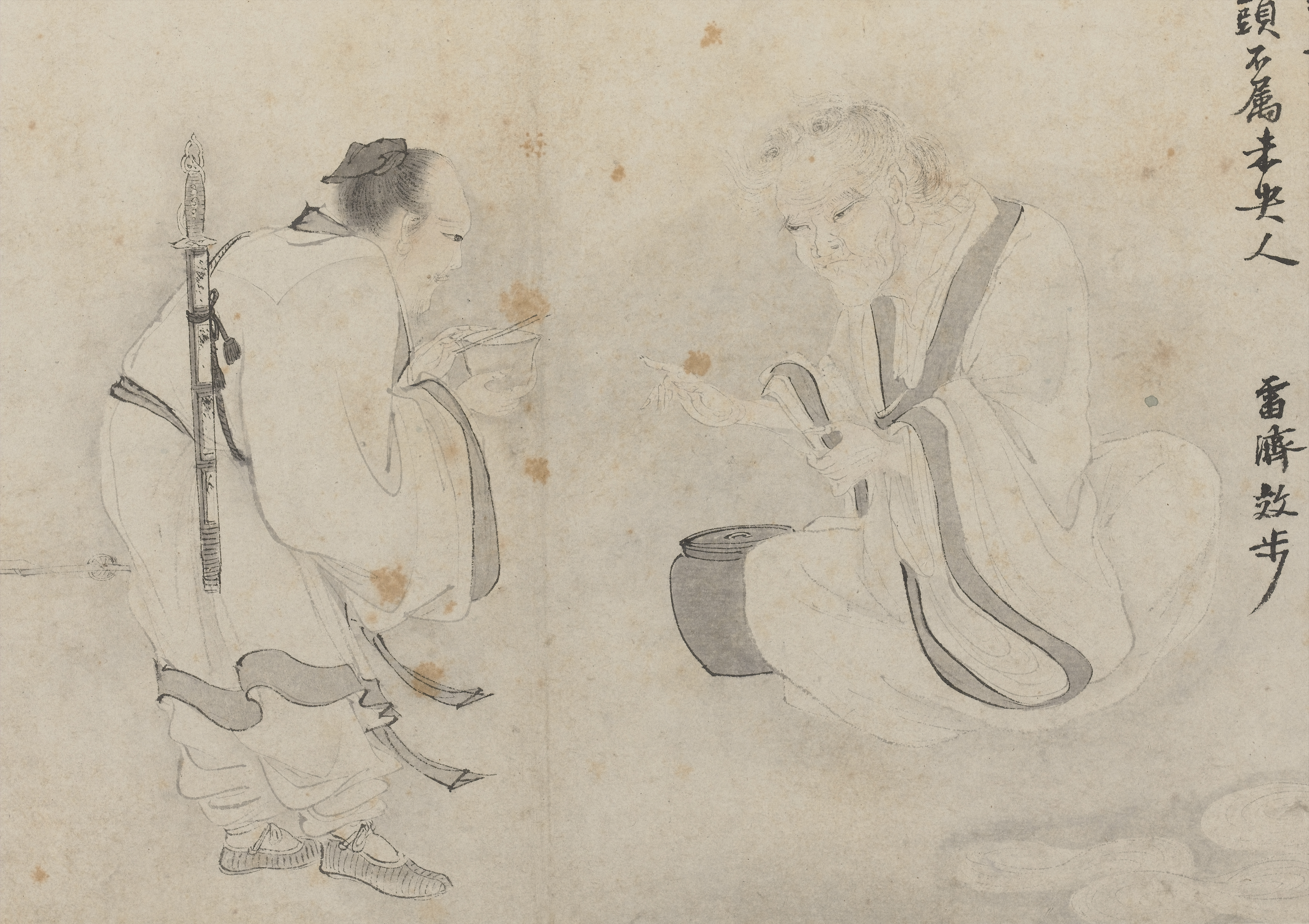
漂母進飯，明郭詡繪

- 司马迁对此评价为：“吾如淮阴，淮阴人为余言，韩信虽为布衣时，其志与众异。其母死，贫无以葬，然乃行营高敞地，令其旁可置万家。余视其母冢，良然。假令韩信学道、谦让，不伐己功，不矜其能，则庶几哉，于汉家勋可以比周、召、太公之徒，后世血食矣。不务出此，而天下已集，乃谋畔逆。夷灭宗族，不亦宜乎！”（《史记·卷九十二·淮阴侯列传第三十二》）；《太史公自序》：“楚人迫我京索，而信拔魏趙，定燕齊，使漢三分天下有其二，以滅項籍。”

- 刘邦：“夫运筹策帷帐之中，决胜於千里之外，吾不如子房。镇国家，抚百姓，给餽饟，不绝粮道，吾不如萧何。连百万之军，战必胜，攻必取，吾不如韩信。此三者，皆人杰也，吾能用之，此吾所以取天下也。”（《史记· 高祖本纪第八》）

- 張良：「九江王黥布，楚梟將，與項王有郄（矛盾）；彭越與齊王田榮反梁地。此兩人可急使（利用）。而漢王之將獨韓信可屬大事，當一面。即欲捐之，捐之此三人，則楚可破也。」

- 萧何：“诸将易得耳。至如信者，国士无双。王必欲长王汉中，无所事信；必欲争天下，非信无所与计事者。顾王策安所决耳。”（《史记·卷九十二·淮阴侯列传第三十二》）

- 武涉：“今足下雖自以與漢王為厚交，為之盡力用兵，終為之所禽矣。足下所以得須臾至今者，以項王尚存也。當今二王之事，權在足下。足下右投則漢王勝，左投則項王勝。項王今日亡，則次取足下。足下與項王有故，何不反漢與楚連和，參分天下王之？今釋此時，而自必於漢以擊楚，且為智者固若此乎！”

- 蒯徹：“僕嘗受相人之術，相君之面，不過封侯，又危而不安；相君之背，貴而不可言。”“足下為漢則漢勝。與楚則楚勝。”“足下涉西河，虜魏王，禽夏說，引兵下井陘，誅成安君，徇趙，脅燕，定齊，南摧楚人之兵二十萬，東殺龍且，西鄉以報，此所謂功無二於天下，而略不世出者也。今足下挾不賞之功，戴震主之威，歸楚，楚人不信；歸漢，漢人震恐。足下欲持是安歸乎？夫勢在人臣之位，而有高天下之名，切為足下危之。”

- 英布：“上老矣，厌兵，必不能来。使诸将，诸将独患淮阴、彭越，今皆已死，馀不足畏也。”（《史记·卷九十一·黥布列传第三十一》）

- 冯衍：“昔者韩信将兵，无敌天下，功不世出，略不再见，威执项羽，名出高帝，不知天时，就烹于汉。”（《后汉书· 卷二八上·冯衍列传第十八上》）

- 閻忠：“昔韓信不忍一餐之遇，而棄三分之業。利劍以揣其喉，方發悔毒之嘆者，機失而謀乖也。”（《後漢書•皇甫嵩傳》）

- 曹操：“萧何、曹参，县吏也，韩信、陈平负污辱之名，有见笑之耻，卒能成就王业，声著千载。”（《全三国文·卷二》）

- 刘劭：“胆力绝众，才略过人，是谓骁雄，白起、韩信是也。”（《人物志·卷上·流业第三》）

- 何晏：“此两将者，殆蚩尤之敌对，开辟所希有也，何者胜，或曰：白起功多，前史以为出奇无穷，欲窥沧海，白起为胜，若夫韩信，断幡以覆军，拔旗以流血，其以取胜，非复人力也，亦可谓奇之又奇者哉，白起破赵军，诈奔而断其粮道，取胜之术，皆此类也，所谓可奇於不奇之间矣，安得比其奇之又奇者哉。”（《全上古三代秦汉三国六朝文·全三国文·卷三九·魏三九·何晏·韩白论》）

- 姜维：“夫韩信不背汉於扰攘，以见疑於既平，大夫种不从范蠡於五湖，卒伏剑而妄死，彼岂闇主愚臣哉？利害使之然也。”（《三国志·卷四十四·蜀书十四·蒋琬费祎姜维传第十四》）

- 葛洪：“孙吴韩白，用兵之圣也。”（《抱朴子内篇·卷十二·辨问》）“韓白畢力以折衝， 蕭曹竭能以經國。”（《抱朴子外篇·卷一·君道第五》）

- 陆机：“灼灼淮阴，灵武冠世。策出无方，思入神契。奋臂云兴，腾迹虎噬。凌险必夷，摧刚则脆。肇谋汉滨，还定渭表。京索既扼，引师北讨。济河夷魏，登山灭赵。威亮火烈，势逾风埽。拾代如遗，偃齐犹草。二州肃清，四邦咸举。乃眷北燕，遂表东海。克灭龙且，爰取其旅。刘、项悬命，人谋是与。念功惟德，辞通绝楚。”（《汉高祖功臣颂》）

- 蔡谟：“夫以白起、韩信、项籍之勇，犹发梁焚舟，背水而阵。”（《晋书·卷七七·列传第四七》）

- 陳壽：“漢末，天下大亂，雄豪並起，而袁紹虎視四州，強盛莫敵。太祖運籌演謀，鞭撻宇內，攬申、商之法術，該韓、白之奇策，官方授材，各因其器，矯情任算，不念舊惡，終能總御皇機，克成洪業者，惟其明略最優也。抑可謂非常之人，超世之傑矣。”（《三國志·魏書一·武帝紀第一》）

- 刘牢之：“故文種誅於句踐，韓白戮於秦漢。”（《晉書·劉牢之傳》）

- 權翼：“垂爪牙名將，所謂今之韓白，世豪東夏，志不為人用．頃以避禍歸誠，非慕德而至，列土千城未可以滿其志。”

- 慕容垂：“況大秦之應符，陛下之聖武，強兵百萬，韓白盈朝，而令其偷魂假號，以賊虜遺子孫哉。”

- 《新校本晋书》：“夫战胜攻取之势，并兼混一之威，五伯之事，韩白之功耳。”“后高密王泰讨青州贼刘根，破汲桑故将公师藩，败石勒於河北，威名甚盛，时人拟之韩白”“鄙语有之：『高鸟尽，良弓藏；狡兔殚，猎犬烹．』故文种诛於句践，韩白戮於秦汉．彼皆英雄霸王。”“待国有数年之积，庭盈文武之士，然后命韩白为前驱，纳子房之妙算，一鼓而姑臧可平，长驱可以饮马泾渭，方东面而争天下。”“况大秦之应符，陛下之圣武，强兵百万，韩白盈朝，而令其偷魂假号，以贼虏遗子孙哉。”

- 《漢魏南北朝墓誌匯·東魏·劉懿墓誌銘》：“雄圖莊志，與韓白連衡；將略兵權，共孫吳合契。”

- 《漢魏南北朝墓誌匯·北魏·元始和墓誌銘》：“執武之籌，謀騰於韓白。”

- 《梁書》·卷一·《武帝紀上》：“高祖謂諸將曰：‘荊州本畏襄陽人；加唇亡齒寒，自有傷弦之急，寧不闇同邪？我若總荊、雍之兵，掃定東夏，韓、白重出，不能為計。況以無算之昏主，役御刀應敕之徒哉？我能使山陽至荊，便即授首，諸君試觀何如。’”

- 李淵：“高祖每云：‘李靖是萧铣、辅公祏膏肓，古之名将韩、白、卫、霍，岂能及也！’”（《旧唐书·卷六七·列传第十七·李靖传》）

- 李世民：“漢以六合為家，是賴淮陰之策。”（《帝範》）

- 《全唐文·卷八七·僖宗二·讨王郢诏》：“前左武军大将军宋皓，负关张勇智，有韩白英雄，累著战功，再居环卫。”

- 罗隐：“伊夔事業扶千載， 韓白機謀冠九州。”（《錢尚父生日》）

- 王珪：“秦王日凶慝，豪杰争共亡。信亦胡为者，剑歌从项梁。项羽不能用，脱身归汉王。道契君臣合，时来名位彰。北讨燕承命，东驱楚绝粮。斩龙堰濉水，擒豹僭夏阳。功成享天禄，建旗还南昌。千金答漂母，百钱酬下乡。吉凶成纠缠，倚伏难预详。弓藏狡兔尽，慷慨念心伤。”（《咏淮阴侯》）

- 张说：“光乘积学而善谋，求之古人，吴起、韩信敌也。”（《全唐文·第三部·卷二百二十三》）

- 司马贞：“君臣一体，自古所难。相国深荐，策拜登坛。沈沙决水，拔帜传餐。与汉汉重，归楚楚安。三分不议，伪游可叹。”（《史记·卷九十二·淮阴侯列传第三十二》）

- 杜牧：“周有齐太公，秦有王翦，两汉有韩信、赵充国、耿恭、虞诩、段颎，魏有司马懿，吴有周瑜，蜀有诸葛武侯，晋有羊祜、杜公元凯，梁有韦睿，元魏有崔浩，周有韦孝宽有杨素，国朝有李靖、李勣、裴行俭、郭元振。如此人者，当此一时，其所出计画，皆考古校今，奇秘长远，策先定於内，功后成於外。”（《注孙子序》）

- 吕蒙正：“张良原是布衣，萧何曾为县吏；韩信未遇之时，无一日之餐，及至遇行，腰悬三齐玉印，一旦时衰，死于阴人之手。”（《破窑赋》）

- 司马光：“世或以韩信为首建大策，与高祖起汉中，定三秦，遂分兵以北，禽魏，取代，仆赵，胁燕，东击齐而有之，南灭楚垓下，汉之所以得天下者，大抵皆信之功也。观其距蒯彻之说，迎高祖于陈，岂有反心哉！良由失职怏怏，遂陷悖逆。夫以卢绾里闬旧恩，犹南面王燕，信乃以列侯奉朝请，岂非高祖亦有负于信哉！臣以为高祖用诈谋禽信于陈，言负则有之；虽然，信亦有以取之也。始，汉与楚相距荥阳，信灭齐，不还报而自王；其后汉追楚至固陵，与信期共攻楚而信不至。当是之时，高祖固有取信之心矣，顾力不能耳。及天下已定，则信复何恃哉！夫乘时以徼利者，市井之志也；酬功而报德者，士君子之心也。信以市井之志利其身，而以君子之心望于人，不亦难哉！”（《资治通鉴·卷第十二》）

- 苏轼：“抱王霸之大略，蓄英雄之壮图，志吞六合，气盖万夫。”

- 何去非：“言兵无若孙武，用兵无若韩信、曹公。武虽以兵为书，而不甚见于其所自用。韩信不自为书，曹公虽为而不见于后世。然而传称二人者之学皆出于武，是以能神于用而不穷。窃尝究之，武之十三篇，天下之学失者所通诵也。使其皆知所以用之，则天下孰不为韩、曹也？以韩、曹未有继于后世，则凡得武之书伏而读之者，未必皆能办于战也。”（《何博士备论》）

- 劉子翬：“高祖與雍齒有故怨，嘗欲殺之。後諸將欲反，用張良計，乃封雍齒。以高帝寬仁大度，猶未能於此釋然，乃知不念舊惡，亦難事也。韓信王楚，召辱己少年令出胯下者以為中尉，曰：‘此壯士也。’觀此，則信豈庸庸武夫耶？”

- 张预《十七史百将传》：“孙子曰：‘校之以计而索其情。’，信料楚汉之长短。又曰：‘远而示之近。’，信陈兵临晋而渡于夏阳。又曰：‘入深则专，十人不克。’，信去国远斗，其锋不可当。又曰：‘置之死地而后生。’，信使万人出，背水陈。又曰：‘不战而屈人之兵。’，信暴其所长，燕从风而靡。又曰：‘半渡而击之，利。’，信决潍水而斩龙且是也。’”

- 叶适：“迁责韩信不学道谦让，伐功矜能，至于夷灭；信虽不足以知此，然当受此责矣。何也？当天下发难，与沛公先后起者，各有得鹿之心，固以其力自毙，无怪也。独萧何张良与信，沛公之所须左右手，然其君臣之分素定也。若信犹欲自立，则汉谁与共功，是天下终不可得而定矣。信托身于人，而市井之度不改，始则急迫以不得不与，终则侥幸于必不可为，以黥彭所以自处而处周召太公之地，欲不亡得乎？”（《习学记言序目》）

- 陈亮：“汉高帝所籍以取天下者，故非一人之力，而萧何、韩信、张良盖杰然于其间。天下既定，而不免于疑。于是张良以神仙自托；萧何以谨畏自保；韩信以盖世之功，进退无以自明。萧何能知之于未用之先，而卒不能保其非叛，方且借信以为自保矣。”“項氏之患，蚩尤以來所未有也，故韓信出佐高祖而劫制之。彼其所以謀項氏者，可謂盡矣。不以其兵與之角，而欲先下諸國以孤其勢，故一舉而定三秦，再舉而虜魏豹，三舉而擒夏説。乃欲引兵遂下井陘，李左車説趙將陳餘，餘不能用，信乃一舉而破趙。世之議者皆曰：‘使左車之策遂行，則信必不敢下井陘，下則必為所擒矣。’嗟夫，此何待信之薄哉？信非英雄則可，若英雄也，則計必不出此矣。且趙不破則燕不服，燕不服則齊未可平，齊末可平則劉項之權未有所分也。信之用兵，古今一人而已。”（《酌古論》）

- 洪迈：“汉高祖用韩信为大将，而三以诈临之：信既定赵，高祖自成皋度河，晨自称汉使驰入信壁，信未起，即其卧，夺其印符，麾召诸将易置之；项羽死，则又袭夺其军；卒之伪游云梦而缚信。夫以豁达大度开基之主，所行乃如是，信之终于谋逆，盖有以启之矣。”（《容斋随笔·卷十四》）

- 陈元靓：“淮阴善将，逢时展效。受律登坛，握兵之要。虏魏降燕，平齐下赵。辅汉之功，久而益劭。”（《事林广记后集》）

- 洪皓《讲武城》：“曹公走熙尚，气欲陵韩白。”

- 杨维桢：“韩信登坛之日，毕陈平生之画略，论楚之所以失，汉之所以得，此三秦还定之谋所以卒定韩信之手也。”

- 唐顺之：“孔明之初见昭烈论三国，亦不能过。予故曰：淮阴者非特将略也。”

- 王世贞：“淮阴之初说高帝也，高密之初说光武也，武乡之初说昭烈也，若悬券而责之，又若合券焉！噫，可谓才也已矣！”

- 楊慎：“敍高祖與項羽決勝垓下，僅六十字，而陣法、戰法之奇皆具。曰'不利'，用奇也，既卻而左右兵縱，因其不利而乘之，此戰法奇正相生也。”

- 陳仁錫：“淮陰侯極得意之陣，太史公極用意之文。曰'孔將軍居左，費將軍居右'，張左右翼也；'淮陰侯小卻'，誘兵也；'復乘之'，合戰也。所謂'以正合，以奇勝，奇正還相生'也。”

- 董份：“观信智略如此，真有掀揭天下之心，不但兵谋而已也，所以谓之人杰。”

- 李贽：“信与沛公初见，凡说项羽处，字字拿着沛公，沛公卒受其益。”

- 茅坤：“太史公传淮阴，不详其兵法所授，此失着处。”；“予览观古兵家流，当以韩信为最，破魏以木罂，破赵以立汉赤帜，破齐以囊沙，彼皆从天而下，而未尝与敌人血战者。予故曰：古今来，太史公，文仙也；李白，诗仙也；屈原，辞赋仙也；刘阮，酒仙也；而韩信，兵仙也，然哉！”

- 祩宏：“韩信，楚士也。背楚之汉，楚卒以信困，汉以信兴。夫前后一信耳，而二国之兴废因之，善用与不善用之故也，六根在人。不善用之则名六贼，善用之则种种神通妙用耳，烦恼即菩提。岂不信哉。”（《竹窗随笔》）

- 王夫之：“能任也，则不能让，所谓豪杰之士也，韩信、马援是已。”（《读通鉴论：肃宗》）“夫韓信襲齊，世常有愚人謂之貪功害命。然無破趙服燕之威，整兵齊境之勢，酈生何以説齊以降？況楚漢之爭，漢強則諸侯附於漢，楚強則諸侯臣於楚。漢並三秦，出關中，諸侯皆附，勢吞彭城，然一旦項王回戈，諸侯亦復背之。言信貪功之人不見魏王豹之反覆，而獨以黥布度諸侯之心，其何以知田氏非魏豹之流也？此，謬也！”

- 王鸣盛：“汉得天下，皆韩信之功。”；“观信引兵法以自证其用兵之妙，且又著书三篇，序次诸家为三十五家，可见信平日学问本原。寄食受辱时，揣摩已久，其连百万之众，战必胜，攻必取，皆本于平日学问，非以危事尝试者。信书虽不传，就本传所载战事考之，可见其纯用权谋，所谓出奇设伏，变诈之兵也。”（《十七史商榷·卷四》）

- 徐经：“史公为淮阴惜，实不仅为淮阴惜。”

- 黄道周：“淮阴饿夫，饭于漂母。时不利兮，胯下受辱。事楚无知，事汉谁数。火烧连厥，身几伏斧。萧膝虽奇，沛犹未许。既亡追还，方惊嫡语。暗出陈仓，定秦袭楚。井陉拔赵，佯弃旗鼓。袭田囊沙，要求齐主。干金报恩，百钱差沮。能辨多多，不能自处。未央被诛，前功何补。”（《广名将传·卷二·西汉三十》）

- 王志湉：“气盖世力拔山，见公束手，歌大风思猛士，为之伤怀。”（《十七史商榷·卷四》）

- 梁玉绳：“信之死冤矣！前贤皆辩其无反状，大抵出于告变者之诬词，及吕后与相国文致耳。史公依汉廷狱案叙入传中而其冤自见。一饭千金，弗忘漂母；解衣推食，宁负高皇？不听涉、通（蒯徹）于拥兵王齐之日，必不妄动于淮阴家居之时；不思结连布、越大国之王，必不轻约边远无能之将。“宾客多”与“称病”之人何涉？“左右辟”则‘挈手"之语谁闻？上谒入贺，谋逆者未必坦率如斯；家臣徒奴，善将者变复布置有几！是知高祖畏恶其能，非一朝夕。胎祸于蹑足附耳，露疑于夺符袭军。顾禽缚不已，族诛始快。‘从豨军来，见信死，且喜且怜’，亦谅其无辜受戮为可悯也。”（《史记志疑·卷三十二》）

- 薛福成：“中国兵法之有专家，始于战国之时，厥后汉之韩信、唐之李靖，皆有兵法传于世，盖此中窾要，非可卤莽，宜有心得也。”（《盛世危言·卷六·选将练后论》）

- 王先謙：“《史記》發（兵）作收（兵）是也。《高紀》亦云：‘收兵與漢王會，若關中之兵，權在漢王、蕭相，非信所得專發也。’”（《漢書補註·韓信傳》注）

- 趙翼：“案是時信未有分地，從何發兵？蓋收集潰卒耳，收字得實。”（《廿二史札記》）

- 郭嵩燾：“韓信與項羽始終未一交戰，獨垓下一戰收楚漢興亡之全局。”“漢王從臨晉渡，劫五諸侯兵入彭城，而不及韓信。以當時事實求之，拜信為大將，部署諸將所擊，則高祖直趨彭城，以當項羽，自是相持滎陽、京索間，專意與楚爭衡，而韓信渡河擊魏，因擊趙、擊齊。始終未與高祖會攻項羽，直至垓下，乃始一當項羽。”（《史記札記》）

- 郑观应：“古之为将者，经文纬武，谋勇双全；能得人，能知人，能爱人，能制人；省天时之机，察地理之要，顺人和之情，详安危之势。凡古今之得失治乱，阵法之变化周密，兵家之虚实奇正，器械之精粗巧拙，无不洞识。如春秋时之孙武、李牧，汉之韩信、马援、班超、诸葛亮，唐之李靖、郭子仪、李光弼，宋之宗泽、岳飞，明之戚继光、俞大猷等诸名将，无不通书史，晓兵法，知地利，精器械，与今之泰西各国讲求将才者无异。”；“古之所谓将才者，曰儒将、曰大将、曰才将、曰战将。韩信、冯异、王猛、贺若弼、李靖、郭子仪、曹彬、徐达筹，大将也。”

- 曾國藩：《曾國藩全集》叙韩信破魏豹，以木罂渡军；其破龙且，以沙囊壅水；窃尝疑之：魏以大将柏直当韩信，以骑将冯敬当灌婴，以步将项它当曹参，则两军之数，殆亦各不下万人。木罂之所渡几何？至多不过二三百人，岂足以制胜乎？沙囊壅水，下可渗漏，旁可横溢，自非兴工严塞，断不能筑成大堰。壅之使下流竟绝，如其河宽盛涨，则塞之固难决之亦复不易；若其小港微流，易壅易决，则决后未必遂不可涉渡也。二者揆之事理，皆不可信。叙兵事者莫善于《史记》，太史公叙兵莫详于《淮阴传》，而其不足据如此！孟子曰：“尽信书，则不如无书。”君子之作事，既征诸古籍，诹诸人言，而又必慎思而明辨之，庶不至冒昧从事耳。

### 借用評價
後世亦有多項以韓信評價當時名將之記錄:
- 楊阜評馬超：「超有信、布之勇」（《三國志·蜀書六》）
- 曹操評張郃：「昔子胥不早寤，自使身危，豈若微子去殷、韓信歸漢邪？」（《三國志·魏書十七》）
- 三國志評魏延：「延每隨亮出，輒欲請兵萬人，與亮異道會於潼關，如韓信故事，亮制而不許。延常謂亮為怯，嘆恨己才用之不盡。」（《三國志·蜀書十》）

## 轶事
- 三國時期蜀漢名將魏延自比如同前漢將領韓信的例子，巧合的是，魏延與韓信受委以重任之時，各人都認為別有人選，但結果都有「一軍全驚」意思之記載。

韓信
何曰：「王素慢無禮，今拜大將如呼小兒耳，此乃信所以去也。王必欲拜之，擇良日，齋戒，設壇場，具禮，乃可耳。」　王許之。諸將皆喜，人人各自以為得大將。至拜大將，乃韓信也，一軍皆驚。」
魏延
當得重將以鎮漢川，眾論以為必在張飛，飛亦以心自許。先主乃拔延為督漢中鎮遠將軍，領漢中太守，一軍盡驚。
※韓信與魏延出身皆低微。
※韓信與魏延皆死在自家人手裡。
- 韓信被貶為淮陰侯後，自知功高震主，更看不起原本地位比他低的周勃、灌嬰等人。有一回到了樊噲家裏，樊噲非常有禮，跪拜送迎，稱已經被貶為列侯的韓為「大王」，自稱「臣」。對韓信說：“大王竟然肯駕臨臣家裏！”韓信出門，笑著說：“我這一生，竟然與樊噲等人為伍了。”
- 曹魏权臣司马昭赞大将邓艾功比韩信后不久，邓艾即以谋反罪被捕，与诸子都遇害；自比韩信的南朝齐垣崇祖、前蜀王宗佶也都被君主所杀。
- 明朝沈采《千金记》称韩信妻高氏、妻兄高起，但没有给出处。
- 今天在淮安还有汉韩侯祠、胯下桥和漂母祠，纪念韩信及其事蹟。

## 成語
- 战无不胜：刘邦建立汉朝后对韩信的评价，指的是打仗没有不胜的。形容力量十分强大，百战百胜。

- 国士无双：萧何在向刘邦推荐韩信是说他是国士无双。指一国独一无二的人才。

- 一饭千金：韩信落魄时曾对施舍给他的老妇说以后定当厚报，韩信衣锦还乡时并赏赐她千金比喻厚厚地报答对自己有恩的人。

- 多多益善：刘邦和韩信有一次对话，刘邦问韩信“你能带多少兵”韩信回答说“多多益善”形容一样东西或人等越多越好。 又有韩信點兵多多益善之意。

- 十面埋伏：韩信设伏兵于十面以围剿项羽。指周围布置了重重埋伏。

- 背水一战：在韩信攻打赵国的时候，他采取背水一战的计谋，赢得战争胜利比喻在艰难情况下跟敌人决一死战。

- 拔旗易帜：韩信北上灭赵的一个计谋，拔掉别人的旗子，换上自己的旗子。比喻取而代之。

- 置之死地而后生：韩信北上灭赵的一个计谋，原指作战把军队布置在无法退却、只有战死的境地，士兵就会奋勇前进，杀敌取胜。后比喻事先断绝退路，就能下决心，取得成功。

- 明修栈道，暗渡陈仓：韩信为了东进中原，采取麻痹敌人的办法，让士兵去修理栈道，而却领大军从陈仓出来，占领了关中。在军事上的含义是：从正面迷惑敌人，用来掩盖自己的攻击路线，而从侧翼进行突然袭击。这是声东击西、出奇制胜的谋略。

- 兵仙神帅：比喻韩信出神入化的用兵艺术。

- 胯下之辱：韩信落魄时，一个同乡人欺负他，让他从自己的裤裆下钻过去，韩信果真从那个人裤裆下钻过去。指极大的侮辱。

- 解衣推食：韩信说刘邦把穿着的衣服脱下给自己穿，把正在吃的食物让自己吃，形容对人热情关怀。

- 居常鞅鞅：刘邦建立汉朝后，夺去了韩信的兵权，而韩信从此称病不朝，闷闷不乐。也指的是因不平或不满而常常郁郁不乐。

- 功高震主：指的是韩信功劳太大，使君主地位受到威胁而心有疑虑。

- 金石之交：武涉曾经劝说韩信自立，说道：你和汉王刘邦的关系这么好，但是最终还是被他所擒的。指的是如同金石般坚不可摧的交谊。

- 独当一面：张良和刘邦的一次谈话中，张良对韩信的评价。指的是单独负责一个方面的工作。

- 匹夫之勇：韩信在和刘邦的一次说话中，说项羽是只有匹夫之勇，指的是指一個人不用智谋，单凭个人勇气行事的行为。

- 妇人之仁：韩信在和刘邦的一次说话中，说项羽是妇人之仁，指的是妇女的软心肠。处事姑息优柔，不识大体。

- 推陈出新：当年韩信刚投奔刘邦时，刘邦让他管理粮仓，韩信提出“推陈出新”的管理理念，即把粮仓开设前后两个门，把新粮从前门运送进去，把旧粮从后门运出来，这样可以防止粮食在蜀中炎热潮湿的环境下腐败变质。从而使蜀中粮仓不再有变质浪费的现象。指的是去掉旧事物的糟粕，取其精华，并使它向新的方向发展。

- 伐功矜能：司马迁对韩信的评价，指吹嘘自己的功劳和才能。形容居高自大，恃才傲物。

- 伪游云梦：刘邦伪游云梦，诈捕韩信。

- 乘人之车者载人之患，衣人之衣者怀人之忧，食人之食者死人之事：韩信当年说的一句话，指的是坐人家车子的，要与人家共患难；穿人家衣服的，要替人家的事担忧；靠人家养活的，要为人家的事拼命。

- 愚者千虑，必有一得；智者千虑，必有一失：李左车在和韩信谈话中，李左车提出的这个观点。指的是聪明的人在上千次考虑中，总会有一次失误；愚蠢的人在上千次考虑中，总会有一次收获。

- 人心难测：韩信北上灭赵的时候，说张耳与陈余两人为刎颈之交，后两人翻脸。人的内心难以探测，喻指人的心思难以揣测，多用于贬义。亦做“人心莫测”。

- 鐘室之祸：楚汉相争，韩信屡建奇功。刘邦称帝后，貶韓信为淮阴侯。因遭吕后猜忌，被斩于长乐宫悬钟之室。

- 成也萧何，败也萧何：成事由于萧何，败事也由于萧何。比喻事情的成功和失败都是由这一个人造成的。

- 生死一知己，存亡两妇人：一知己指萧何，两妇人分別指的是漂母和吕后，寥寥十字，概括韩信一生中的经历。

## 民間傳說
臺灣民間傳說韓信發明麻將、骰子等賭具，可帶給民眾偏財運，因此部分廟宇將韓信作為「賭神」或「財神」供奉。
韓信作象棋：象棋的传奇不一，民間有稱是始创于韩信。刘邦统一天下後，屡建战功的大将韩信被吕后诱捕入狱。韩信自知寿命快到头了，就打算在狱中写一本「奇书」传给後人，後來做好的居然是模擬兩軍攻擊的棋子。獄卒专心研究韩信授给他的奇术。因纸片易烂，就换成了扁圆形小木头坨儿，为好区别又染成红黑两色。又据“奇”的谐音，把“奇”叫做“棋”，还写了一本《棋谱》传给了他的儿子。后人认为棋虽可布阵，但不是真的两军作战，只是一种象征，所以称它为“象棋”。
韓信放风筝：中国是风筝的故乡，南方称“鹞”，北方称“鸢”。相传，风筝的发明人是大军事家韩信。垓下之战中，韩信以“十面埋伏”之计将项羽的军队团团包围，为了瓦解楚军的军心，韩信派人用牛皮制成风筝，上敷竹笛，夜晚放到高空中，风吹着笛子发出凄凉的声音，汉军和着笛声唱起楚国的民歌来。楚军听到了乡音，都想念起故乡来，斗志涣散了。结果，楚霸王一败涂地，在乌江边上自杀了，这就是成语“四面楚歌”的故事。唐朝赵昕也在《熄灯鹞文》中说：垓下之战时，韩信制成风筝，让张良坐风筝上天，高唱楚歌，楚歌传到楚营，动摇了项羽军心。宋朝的《事物纪原》中还记载韩信曾利用风筝测量距离之事。
韓信分油：据说有一天，韩信走在路上，看见两个合夥做生意的賣油翁要拆夥，兩人共有十升油，要把油平分，每人五升，这两个人只擁有一個容量十升的篓子，还有一個空的罐子和一個空的葫芦，罐子容量是七升，葫芦容量三升，但是沒有秤，於是爭執不下。韩信一聽完兩人的說法，立刻说：“葫芦归罐罐归篓，二人分油回家走。”於是指點兩人，果然把油平均分成两半。其實韩信的意思是這樣子的，「先把油全部装到篓子中，用葫芦连装三次，共装9升，罐子注满后，葫芦裏还剩2升，罐子裏有7升，篓子裏有1升。然后将罐子的7升油全部倒入篓子，此時篓子裏是8升油，葫芦裏是2升油。再将葫芦裏的2升油全部倒进罐子裏。此時罐子裏有2升油，篓子裏是8升油。最后，用篓子裏的油灌满葫蘆。此時篓子裏有5升油，罐子裏有2升油，葫蘆裏有3升油。一個人拿走篓子，另一個拿走葫蘆跟罐子，兩人所得完全相等。」
韓信點兵：据说有一天，韓信率領一千五百名将士与楚将交战。楚军败退，汉军也死伤四百多人，于是韩信整顿兵马，返回山上的行轅，忽有探子来报，说有楚军五百人追来。只见远方尘土飞扬，杀声震天。汉军本来已十分疲惫，此时營中有人大喊：「我軍死傷殆盡，人數太少，一定會輸給楚軍。」各部隊人數混亂，韩信命令士兵三人一排，结果多出兩名；接着命令士兵五人一排，结果多出三名；又命令士兵七人一排，结果又多出兩名。韩信說：「我已經知道我軍的人數了。」向将士们宣布：「經我計算，我军有一千零七十三名，敌人只有五百，我们居高临下，以众击寡，一定能打败敌人。」汉军于是士气大振，楚军大败而逃。

## 紀念
- 韓信故里：江蘇省淮安市淮陰區頭鎮碼頭社區 漂母祠、漂母墓、韓信釣魚台、胯下橋、千金亭
- 淮陰故城：江蘇省淮安市淮陰區馬頭鎮
- 漢淮陰侯韓信墓：陝西省西安市灞橋區新筑街道賀紹村（龍王廟村）
- 山西省韓信墓：山西省晉中市靈石縣南焉鄉高壁村高壁山
- 江蘇省韓信墓(韓侯祠)(衣冠塚)：江蘇省淮安市淮安區淮城街道瞻岱社區鎮淮樓東路13號
- 韓母墓(青水墩）：江蘇省淮安市清江浦區城南鄉先鋒村 淮陰侯韓信母親衣冠冢
- 新屋開基韓信廟：桃園市新屋區笨港里文頂路20號
- 開基韓信廟：臺灣省苗栗縣公館鄉南河村12鄰80-2號
- 韓信爺廟：臺灣省南投縣名間鄉新街村彰南路148號
- 旗山韓信廟：高雄市旗山區南勝里旗南三路151-7號

## 藝術

### 相關文化作品
- 《韓信廟》，唐詩，唐劉禹錫作，詩的內容是「將略兵機命世雄，苍黄钟室叹良弓。遂令后代登坛者，每一寻思怕立功」。
- 《韩淮阴侯庙》 ，明袁崇焕作。「一飯君知報，高風振俗耳。如何解報恩，禍為受恩始。丈夫亦何為，功成身可死。陵谷有變易，遑問赤松子。所貴清白心，背面早熟揣。若聽蒯通（蒯徹）言，身名己為累。一死成君名，不必怨吕雉。」
- 《追韓信》，元曲雜劇，元金仁傑作。
- 《秦時明月》，現代小說，台灣溫世仁作。佩劍是赤霄。
- 《却过淮地吊韩信庙》·李绅
- 《中吕·卖花声·客况》·张可久
- 《猛虎行》·李白
- 《赠新平少年》·李白
- 《乞食》·陶渊明

### 影視形象
- 香港電視劇《楚河漢界》（1985年）：由惠天赐飾演。
- 中國大陸電視劇《淮阴侯韩信》（1991年）：由張豐毅飾演。
- 中國大陸電視劇《西楚霸王》（1994年）：由叶辉飾演。
- 中國大陸與香港合拍電影《西楚霸王》（1994年）：由杜少津飾演。
- 中國大陸電視劇《漢劉邦》（1998年）：由李宏伟飾演。
- 香港電視劇《楚汉骄雄》（2004年）：由黎耀祥飾演。
- 中國大陸電視劇《楚汉風雲》（2005年）：由吳樾飾演。
- 中国大陆电视剧《玫瑰江湖》（2009年）：由冯绍峰饰演。
- 中國大陸電視劇《大風歌》（2010年）：由張光北飾演。
- 中國大陸電視劇《大将军韩信》（2010年）：由焦恩俊飾演。
- 中國大陸与香港合拍電影《鴻門宴传奇》（2011年）：由安志杰飾演。
- 中國大陸電視劇《楚汉爭雄》（2011年）：由姚刚飾演。
- 中國大陸電視劇《楚汉傳奇》（2012年）：由段奕宏飾演。
- 中國大陸電影《王的盛宴》（2012年）：由张震飾演韓信。
- 中國大陸電視劇《秦時明月》（2014年）：由姬晓飞飾演。
- 中國大陸電視劇 《天意》（2018年）：由欧豪飾演。

### 动画形象
- 中国大陆动画剧集《秦汉英雄传》（2011年），由崔小东配音。
- 中国大陆三维动画剧集《秦時明月》第四季《萬里長城》（2012年），由樊俊航配音。

### 戏剧形象
- 高雄春天藝術節「明華園天字戲劇團」《國士無雙》歌仔戲，由陳昭香飾演。

### 游戏形象
- 手机游戏《王者荣耀》中为刺客英雄，由樊俊航配音。

## 延伸阅读
[在维基数据编辑]
 《史記/卷092》，出自司馬遷《史記》
 《漢書·卷034》，出自班固《漢書》
 在维基共享资源阅览影像

## 外部連結
- 【千古英雄人物】韓信 （页面存档备份，存于）

| 新頭銜 | 西汉楚王 前202年—前201年 | 繼任： 刘交 |